# Кубок Америки з футболу 2021
Кубок Америки з футболу 2021 року (ісп. Copa América 2021) — 47-й розіграш головного чоловічого футбольного турніру серед південноамериканських команд, організованого КОНМЕБОЛ, що пройшов у Бразилії з 13 червня по 10 липня 2021 року. Починаючи з цього року турнір став проходити раз на чотири роки по парних роках, а наступний турнір відбувся в 2024 році.
Турнір планувалось провести з 12 червня по 12 липня 2020 року в Аргентині та Колумбії. Це мав бути перший раз, коли турнір прийме не одна країна, з 1983 року, коли він проводився в різних країнах. Втім у зв'язку з пандемією коронавірусу, турнір спочатку був перенесений на 2021 рік, а потім в травні 2021 року було вирішено перенести турнір до Бразилії.
В турнірі мали як зазвичай взяти участь 12 збірних, але дві запрошених збірні, Австралія і Катар, відмовилися від участі, і кількість учасників скоротилася до 10 учасників, вперше з 1991 року.
Турнір вперше з 1993 року виграла збірна Аргентини, здолавши у фіналі з рахунком 1:0 господарів, збірну Бразилії. Завдяки цьому аргентинці наздогнали рекордсмена турніру за кількістю чемпіонств, Уругвай, здобувши також 15 титул.

## Історія
У березні 2017 року КОНМЕБОЛ запропонувала змістити рік проведення турніру з непарного на парний. Після Копа Америка-2019, який пройшов на полях Бразилії, починаючи з 2020 року, а наступний турнір відбудеться в Еквадорі в 2024 році. Це призведе до того, що турнір буде проходити в ті ж роки, що й чемпіонат Європи.
26 жовтня 2018 року на засіданні Ради ФІФА в Кігалі, Руанда, було затверджене прохання про проведення Кубка Америки в парні роки, починаючи з 2020 року. Турнір мав пройти з 12 червня по 12 липня 2020 року, в ті ж дати, що і Євро-2020, але в підсумку через пандемією коронавірусу пройшли обидва влітку 2021 року.
13 березня 2019 року КОНМЕБОЛ оголосив Аргентини і Колумбії, як співорганізаторів турніру 2020 року після того, як заявка США була відхилена разом із заявками з Австралії, Китаю, Росії і Катару. Це було офіційно оголошено в той же день, коли КОНМЕБОЛ затвердив новий формат змагань. Він був офіційно затверджений 9 квітня 2019 року на конгресі КОНМЕБОЛ в Ріо-де-Жанейро, Бразилія.

## Організація турніру

### Стадіони
Турнір пройшов на 5 стадіонах в 4 містах.
| Ріо-де-Жанейро Гоянія Куяба БразиліаКубок Америки з футболу 2021 (Бразилія) | Ріо-де-Жанейро Гоянія Куяба БразиліаКубок Америки з футболу 2021 (Бразилія) | Бразиліа                              |
| --------------------------------------------------------------------------- | --------------------------------------------------------------------------- | ------------------------------------- |
| Ріо-де-Жанейро Гоянія Куяба БразиліаКубок Америки з футболу 2021 (Бразилія) | Ріо-де-Жанейро Гоянія Куяба БразиліаКубок Америки з футболу 2021 (Бразилія) | «Національний стадіон»                |
| Ріо-де-Жанейро Гоянія Куяба БразиліаКубок Америки з футболу 2021 (Бразилія) | Ріо-де-Жанейро Гоянія Куяба БразиліаКубок Америки з футболу 2021 (Бразилія) | Місткість: 69 349                     |
| Ріо-де-Жанейро Гоянія Куяба БразиліаКубок Америки з футболу 2021 (Бразилія) | Ріо-де-Жанейро Гоянія Куяба БразиліаКубок Америки з футболу 2021 (Бразилія) |                                       |
| Ріо-де-Жанейро Гоянія Куяба БразиліаКубок Америки з футболу 2021 (Бразилія) | Ріо-де-Жанейро Гоянія Куяба БразиліаКубок Америки з футболу 2021 (Бразилія) | Куяба                                 |
| Ріо-де-Жанейро Гоянія Куяба БразиліаКубок Америки з футболу 2021 (Бразилія) | Ріо-де-Жанейро Гоянія Куяба БразиліаКубок Америки з футболу 2021 (Бразилія) | «Арена Пантанал»                      |
| Ріо-де-Жанейро Гоянія Куяба БразиліаКубок Америки з футболу 2021 (Бразилія) | Ріо-де-Жанейро Гоянія Куяба БразиліаКубок Америки з футболу 2021 (Бразилія) | Місткість: 44 097                     |
| Ріо-де-Жанейро Гоянія Куяба БразиліаКубок Америки з футболу 2021 (Бразилія) | Ріо-де-Жанейро Гоянія Куяба БразиліаКубок Америки з футболу 2021 (Бразилія) |                                       |
| Ріо-де-Жанейро                                                              | Ріо-де-Жанейро                                                              | Гоянія                                |
| «Маракана»                                                                  | «Олімпійський стадіон Нілтона Сантоса»                                      | «Олімпійський стадіон Педро Лудовіко» |
| Місткість: 78 838                                                           | Місткість: 44 661                                                           | Місткість: 13 500                     |
|                                                                             |                                                                             |                                       |

### Формат
Турнір ділиться на такі раунди: перший — груповий етап, другий — чвертьфінали, третій — півфінали, і останній — фінал.
На груповому етапі команди поділені на дві групи по шість команд (Північна, буде грати в Колумбії, Південна, буде грати в Аргентині). Матчі розігруються по системі «всі проти всіх», за підсумками кожного туру командам присуджують певну кількість очок:
- 3 — за перемогу
- 1 — за нічию
- 0 — за поразку.

#### Критерії класифікації команд
У разі, якщо дві і більше команди наберуть однакову кількість очок, вони класифікуються за такими критеріями:
- Різниця м'ячів у всіх групових матчах
- Кількість забитих голів у всіх групових матчах
- Результат очних зустрічей (далі — різниця м'ячів і забиті голи).

Якщо навіть після цього необхідно виявити переможця між двома командами в разі нічиєї за всіма критеріями, то для цього буде розігруватися серія пенальті.
Збірні, що посіли перші чотири місця, виходять до чвертьфіналу.
Всі матчі будуть проходити відповідно до графіку турніру.

## Учасники
У турнірі брали участь 10 збірних КОНМЕБОЛ.
- Аргентина
- Болівія
- Бразилія (Г, Ч)
- Венесуела
- Колумбія
- Парагвай
- Перу
- Уругвай
- Чилі
- Еквадор

(Г) Господарі; (Ч) Чинний чемпіон;  

### Склади
Спочатку десять національних команд повинні були зареєструвати попередній список до п'ятдесяти гравців, а потім остаточний список з 23 гравців. Однак 28 травня 2021 року КОНМЕБОЛ вирішив збільшити попередній список до шістдесяти гравців, а остаточний список до 28 гравців (мінімум 3 з яких мають бути воротарями) на вимогу деяких національних асоціацій. Незважаючи на збільшення кількості гравців в остаточних списках, команди як і раніше можуть внести не більше 23 гравців в заявку на матчі турніру (з яких дванадцять є запасними).

### Жеребкування
Як такого жеребкування не було. 9 квітня 2019 року КОНМЕБОЛ повідомила, що команди будуть розподілені на дві групи за географічною ознакою.

## Груповий етап

### Група A (Південна зона)
| Поз | Команда   | І | В | Н | П | ГЗ | ГП | РГ | О  | Кваліфікація    |
| --- | --------- | - | - | - | - | -- | -- | -- | -- | --------------- |
| 1   | Аргентина | 4 | 3 | 1 | 0 | 7  | 2  | +5 | 10 | Вихід у плей-оф |
| 2   | Уругвай   | 4 | 2 | 1 | 1 | 4  | 2  | +2 | 7  | Вихід у плей-оф |
| 3   | Парагвай  | 4 | 2 | 0 | 2 | 5  | 3  | +2 | 6  | Вихід у плей-оф |
| 4   | Чилі      | 4 | 1 | 2 | 1 | 3  | 4  | −1 | 5  | Вихід у плей-оф |
| 5   | Болівія   | 4 | 0 | 0 | 4 | 2  | 10 | −8 | 0  |                 |

| 14 червня 2021 18:00 |

| Аргентина | 1–1      | Чилі       |
| --------- | -------- | ---------- |
| Мессі 33' | Протокол | Варгас 57' |

| Олімпійський стадіон Нілтона Сантоса, Ріо-де-Жанейро Глядачів: 0 Арбітр: Вільмар Ролдан (Колумбія) |

| 14 червня 2021 21:00 |

| Парагвай                                  | 3–1      | Болівія             |
| ----------------------------------------- | -------- | ------------------- |
| - Ромеро Гамарра 62' - А. Ромеро 65', 80' | Протокол | Сааведра 10' (пен.) |

| Олімпійський стадіон Педро Лудовіко Тейшейри, Гоянія Глядачів: 0 Арбітр: Дієго Харо (Перу) |

| 18 червня 2021 18:00 (17:00 UTC−4) |

| Чилі         | 1–0      | Болівія |
| ------------ | -------- | ------- |
| Бреретон 10' | Протокол |         |

| Арена Пантанал, Куяба Глядачів: 0 Арбітр: Хесус Хіль Мансано (Іспанія) |

| 18 червня 2021 21:00 |

| Аргентина    | 1–0      | Уругвай |
| ------------ | -------- | ------- |
| Родрігес 13' | Протокол |         |

| Національний стадіон, Бразиліа Глядачів: 0 Арбітр: Вілтон Сампайо (Бразилія) |

| 21 червня 2021 18:00 (17:00 UTC−4) |

| Уругвай    | 1–1      | Чилі       |
| ---------- | -------- | ---------- |
| Суарес 66' | Протокол | Варгас 26' |

| Арена Пантанал, Куяба Глядачів: 0 Арбітр: Рафаел Клаус (Бразилія) |

| 21 червня 2021 21:00 |

| Аргентина | 1–0      | Парагвай |
| --------- | -------- | -------- |
| Гомес 10' | Протокол |          |

| Національний стадіон, Бразиліа Глядачів: 0 Арбітр: Хесус Валенсуела (Венесуела) |

| 24 червня 2021 18:00 (17:00 UTC−4) |

| Болівія | 0–2      | Уругвай                          |
| ------- | -------- | -------------------------------- |
|         | Протокол | - Кінтерос 40' (аг) - Кавані 79' |

| Арена Пантанал, Куяба Глядачів: 0 Арбітр: Алексіс Еррера (Венесуела) |

| 24 червня 2021 21:00 |

| Чилі | 0–2      | Парагвай                            |
| ---- | -------- | ----------------------------------- |
|      | Протокол | - Самудіо 33' - Альмірон 58' (пен.) |

| Національний стадіон, Бразиліа Глядачів: 0 Арбітр: Вільмар Ролдан (Колумбія) |

| 28 червня 2021 21:00 |

| Уругвай           | 1–0      | Парагвай |
| ----------------- | -------- | -------- |
| Кавані 21' (пен.) | Протокол |          |

| Олімпійський стадіон Нілтона Сантоса, Ріо-де-Жанейро Глядачів: 0 Арбітр: Рафаел Клаус (Бразилія) |

| 28 червня 2021 21:00 (20:00 UTC−4) |

| Болівія      | 1–4      | Аргентина                                             |
| ------------ | -------- | ----------------------------------------------------- |
| Сааведра 60' | Протокол | - Гомес 6' - Мессі 33' (пен.), 42' - Ла. Мартінес 65' |

| Арена Пантанал, Куяба Глядачів: 0 Арбітр: Андрес Рохас (Колумбія) |

### Група B (Північна зона)
| Поз | Команда      | І | В | Н | П | ГЗ | ГП | РГ | О  | Кваліфікація    |
| --- | ------------ | - | - | - | - | -- | -- | -- | -- | --------------- |
| 1   | Бразилія (H) | 4 | 3 | 1 | 0 | 10 | 2  | +8 | 10 | Вихід у плей-оф |
| 2   | Перу         | 4 | 2 | 1 | 1 | 5  | 7  | −2 | 7  | Вихід у плей-оф |
| 3   | Колумбія     | 4 | 1 | 1 | 2 | 3  | 4  | −1 | 4  | Вихід у плей-оф |
| 4   | Еквадор      | 4 | 0 | 3 | 1 | 5  | 6  | −1 | 3  | Вихід у плей-оф |
| 5   | Венесуела    | 4 | 0 | 2 | 2 | 2  | 6  | −4 | 2  |                 |

| 13 червня 2021 18:00 |

| Бразилія                                                   | 3–0      | Венесуела |
| ---------------------------------------------------------- | -------- | --------- |
| - Маркіньйос 23' - Неймар 64' (пен.) - Габріел Барбоза 89' | Протокол |           |

| Національний стадіон, Бразиліа Глядачів: 0 Арбітр: Естебан Остоїч (Уругвай) |

| 13 червня 2021 21:00 (20:00 UTC−4) |

| Колумбія    | 1–0      | Еквадор |
| ----------- | -------- | ------- |
| Кардона 42' | Протокол |         |

| Арена Пантанал, Куяба Глядачів: 0 Арбітр: Нестор Пітана (Аргентина) |

| 17 червня 2021 18:00 |

| Колумбія | 0–0      | Венесуела |
| -------- | -------- | --------- |
|          | Протокол |           |

| Олімпійський стадіон Педро Лудовіко Тейшейри, Гоянія Глядачів: 0 Арбітр: Ебер Акіно (Парагвай) |

| 17 червня 2021 21:00 |

| Бразилія                                                         | 4–0      | Перу |
| ---------------------------------------------------------------- | -------- | ---- |
| - Алекс Сандро 12' - Неймар 68' - Рібейро 89' - Рішарлісон 90+3' | Протокол |      |

| Олімпійський стадіон Нілтона Сантоса, Ріо-де-Жанейро Глядачів: 0 Арбітр: Патрісіо Лоустау (Аргентина) |

| 20 червня 2021 18:00 |

| Венесуела                        | 2–2      | Еквадор                        |
| -------------------------------- | -------- | ------------------------------ |
| - Кастільйо 51' - Ернандес 90+1' | Протокол | - Ай. Пресіадо 39' - Плата 71' |

| Олімпійський стадіон Нілтона Сантоса, Ріо-де-Жанейро Глядачів: 0 Арбітр: Роберто Тобар (Чилі) |

| 20 червня 2021 21:00 |

| Колумбія         | 1–2      | Перу                        |
| ---------------- | -------- | --------------------------- |
| Борха 53' (пен.) | Протокол | - Пенья 17' - Міна 64' (аг) |

| Олімпійський стадіон Педро Лудовіко Тейшейри, Гоянія Глядачів: 0 Арбітр: Естебан Остоїч (Уругвай) |

| 23 червня 2021 18:00 |

| Еквадор                               | 2–2      | Перу                           |
| ------------------------------------- | -------- | ------------------------------ |
| - Тапія 23' (аг) - Ай. Пресіадо 45+3' | Протокол | - Лападула 49' - Каррільйо 54' |

| Олімпійський стадіон Педро Лудовіко Тейшейри, Гоянія Глядачів: 0 Арбітр: Хесус Хіль Мансано (Іспанія) |

| 23 червня 2021 21:00 |

| Бразилія                        | 2–1      | Колумбія |
| ------------------------------- | -------- | -------- |
| - Фірміно 78' - Каземіро 90+10' | Протокол | Діас 10' |

| Олімпійський стадіон Нілтона Сантоса, Ріо-де-Жанейро Глядачів: 0 Арбітр: Нестор Пітана (Аргентина) |

| 27 червня 2021 18:00 |

| Бразилія    | 1–1      | Еквадор  |
| ----------- | -------- | -------- |
| Мілітан 37' | Протокол | Мена 53' |

| Олімпійський стадіон Педро Лудовіко Тейшейри, Гоянія Глядачів: 0 Арбітр: Роберто Тобар (Чилі) |

| 27 червня 2021 18:00 |

| Венесуела | 0–1      | Перу          |
| --------- | -------- | ------------- |
|           | Протокол | Каррільйо 48' |

| Національний стадіон, Бразиліа Глядачів: 0 Арбітр: Патрісіо Лоустау (Аргентина) |

## Плей-оф
|  | Чвертьфінали             | Чвертьфінали             |                           |       | Півфінали         | Півфінали         |  |  | Фінал | Фінал |
|  |                          |                          |                           |       |                   |                   |  |  |       |       |
|  | 3 липня – Гоянія         |                          |                           |       |                   |                   |  |  |       |       |
|  |                          |                          |                           |       |                   |                   |  |  |       |       |
|  | Аргентина                | 3                        |                           |       |                   |                   |  |  |       |       |
|  | Аргентина                | 3                        | 6 липня — Бразиліа        |       |                   |                   |  |  |       |       |
|  | Еквадор                  | 0                        |                           |       |                   |                   |  |  |       |       |
|  | Еквадор                  | 0                        | Аргентина (пен.)          | 1 (3) |                   |                   |  |  |       |       |
|  | 3 липня — Бразиліа       |                          | Аргентина (пен.)          | 1 (3) |                   |                   |  |  |       |       |
|  |                          | Колумбія                 | 1 (2)                     |       |                   |                   |  |  |       |       |
|  | Уругвай                  | Колумбія                 | 1 (2)                     | 0 (2) |                   |                   |  |  |       |       |
|  | Уругвай                  |                          | 10 липня — Ріо-де-Жанейро | 0 (2) |                   |                   |  |  |       |       |
|  | Колумбія (пен.)          | 0 (4)                    |                           |       |                   |                   |  |  |       |       |
|  | Колумбія (пен.)          | 0 (4)                    | Аргентина                 | 1     |                   |                   |  |  |       |       |
|  | 2 липня — Ріо-де-Жанейро |                          | Аргентина                 | 1     |                   |                   |  |  |       |       |
|  |                          | Бразилія                 | 0                         |       |                   |                   |  |  |       |       |
|  | Бразилія                 | Бразилія                 | 0                         | 1     |                   |                   |  |  |       |       |
|  | Бразилія                 | 5 липня — Ріо-де-Жанейро |                           | 1     |                   |                   |  |  |       |       |
|  | Чилі                     | 0                        |                           |       |                   |                   |  |  |       |       |
|  | Чилі                     | 0                        | Бразилія                  | 1     |                   |                   |  |  |       |       |
|  | 2 липня — Гоянія         |                          | Бразилія                  | 1     |                   |                   |  |  |       |       |
|  |                          | Перу                     | 0                         |       | Матч за 3-є місце | Матч за 3-є місце |  |  |       |       |
|  | Перу (пен.)              | Перу                     | 0                         | 3 (4) | Матч за 3-є місце | Матч за 3-є місце |  |  |       |       |
|  | Перу (пен.)              |                          | 9 липня — Бразиліа        | 3 (4) |                   |                   |  |  |       |       |
|  | Парагвай                 | 3 (3)                    |                           |       |                   |                   |  |  |       |       |
|  | Парагвай                 | 3 (3)                    | Колумбія                  | 3     |                   |                   |  |  |       |       |
|  |                          |                          |                           |       |                   |                   |  |  |       |       |
|  | Перу                     | 2                        |                           |       |                   |                   |  |  |       |       |
|  | Перу                     | 2                        |                           |       |                   |                   |  |  |       |       |

### Чвертьфінали
| 2 липня 2021 18:00 |

| Перу                                                   | 3–3      | Парагвай                                                              |
| ------------------------------------------------------ | -------- | --------------------------------------------------------------------- |
| - Гомес 21' (аг) - Лападула 40' - Йотун 80'            | Протокол | - Гомес 11' - Алонсо 54' - Авалос 90'                                 |
|                                                        | Пенальті |                                                                       |
| - Лападула - Йотун - Орменьйо - Тапія - Куева - Трауко | 4–3      | - А. Ромеро - Алонсо - Мартінес - Самудіо - Піріс да Мотта - Еспінола |

| Олімпійський стадіон Педро Лудовіко Тейшейри, Гоянія Глядачів: 0 Арбітр: Естебан Остоїч (Уругвай) |

| 2 липня 2021 21:00 |

| Бразилія   | 1–0      | Чилі |
| ---------- | -------- | ---- |
| Пакета 46' | Протокол |      |

| Олімпійський стадіон Нілтона Сантоса, Ріо-де-Жанейро Глядачів: 0 Арбітр: Патрісіо Лоустау (Аргентина) |

| 3 липня 2021 19:00 |

| Уругвай                             | 0–0      | Колумбія                         |
| ----------------------------------- | -------- | -------------------------------- |
|                                     | Протокол |                                  |
|                                     | Пенальті |                                  |
| - Кавані - Хіменес - Суарес - Вінья | 2–4      | - Сапата - Санчес - Міна - Борха |

| Національний стадіон, Бразиліа Глядачів: 0 Арбітр: Хесус Хіль Мансано (Іспанія) |

| 3 липня 2021 22:00 |

| Аргентина                                       | 3–0      | Еквадор |
| ----------------------------------------------- | -------- | ------- |
| - Де Пауль 40' - Ла. Мартінес 84' - Мессі 90+3' | Протокол |         |

| Олімпійський стадіон Педро Лудовіко Тейшейри, Гоянія Глядачів: 0 Арбітр: Вілтон Сампайо (Бразилія) |

### Півфінали
| 5 липня 2021 20:00 |

| Бразилія   | 1–0      | Перу |
| ---------- | -------- | ---- |
| Пакета 35' | Протокол |      |

| Олімпійський стадіон Нілтона Сантоса, Ріо-де-Жанейро Глядачів: 0 Арбітр: Роберто Тобар (Чилі) |

| 6 липня 2021 22:00 |

| Аргентина                                   | 1–1      | Колумбія                                     |
| ------------------------------------------- | -------- | -------------------------------------------- |
| Ла. Мартінес 7'                             | Протокол | Діас 61'                                     |
|                                             | Пенальті |                                              |
| - Мессі - Де Пауль - Паредес - Ла. Мартінес | 3–2      | - Куадрадо - Санчес - Міна - Борха - Кардона |

| Національний стадіон, Бразиліа Глядачів: 0 Арбітр: Хесус Валенсуела (Венесуела) |

### Матч за 3-є місце
| 9 липня 2021 21:00 |

| Колумбія                         | 3–2      | Перу                       |
| -------------------------------- | -------- | -------------------------- |
| - Куадрадо 49' - Діас 66', 90+4' | Протокол | - Йотун 45' - Лападула 82' |

| Національний стадіон, Бразиліа Глядачів: 0 Арбітр: Рафаел Клаус (Бразилія) |

### Фінал
| 10 липня 2021 21:00 |

| Аргентина    | 1–0      | Бразилія |
| ------------ | -------- | -------- |
| Ді Марія 22' | Протокол |          |

| Маракана, Ріо-де-Жанейро Глядачів: 7,800 Арбітр: Естебан Остоїч (Уругвай) |

## Статистика

### Бомбардири
Протягом турніру було забито  65 голів у 28 матчах, з середнім показником 2.32 голів за матч.
4 голи
- Ліонель Мессі
- Луїс Діас

3 голи
- Лаутаро Мартінес
- Джанлука Лападула

2 голи
- Алехандро Гомес
- Ервін Сааведра
- Неймар
- Лукас Пакета
- Едуардо Варгас
- Айртон Пресіадо
- Анхель Ромеро
- Андре Каррільйо
- Йосімар Йотун
- Едінсон Кавані

1 гол
- Родріго Де Пауль
- Анхель Ді Марія
- Гідо Родрігес
- Габріел Барбоза
- Каземіро
- Роберто Фірміно
- Маркіньйос
- Едер Мілітан
- Евертон Рібейро
- Рішарлісон
- Алекс Сандро
- Бен Бреретон
- Мігель Борха
- Едвін Кардона
- Хуан Куадрадо
- Анхель Мена
- Гонсало Плата
- Мігель Альмірон
- Хуніор Алонсо
- Габріель Авалос
- Густаво Гомес
- Каку
- Браян Самудіо
- Серхіо Пенья
- Луїс Суарес
- Едсон Кастільйо
- Рональд Ернандес

1 автогол
- Хайро Кінтерос (проти Уругваю)
- Єррі Міна (проти Перу)
- Густаво Гомес (проти Перу)
- Ренато Тапія (проти Еквадору)

### Підсумкова таблиця

Карта збірних за підсумковим місцем.

| Поз | Команда   | І | В | Н | П | ГЗ | ГП | РГ | О  | Підсумковий результат |
| --- | --------- | - | - | - | - | -- | -- | -- | -- | --------------------- |
| 1   | Аргентина | 7 | 5 | 2 | 0 | 12 | 3  | +9 | 17 | Чемпіон               |
| 2   | Бразилія  | 7 | 5 | 1 | 1 | 12 | 3  | +9 | 16 | Срібний призер        |
| 3   | Колумбія  | 7 | 2 | 3 | 2 | 7  | 7  | 0  | 9  | Бронзовий призер      |
| 4   | Перу      | 7 | 2 | 2 | 3 | 10 | 14 | −4 | 8  | Четверте місце        |
|     |           |   |   |   |   |    |    |    |    |                       |
| 5   | Уругвай   | 5 | 2 | 2 | 1 | 4  | 2  | +2 | 8  | Чвертьфінали          |
| 6   | Парагвай  | 5 | 2 | 1 | 2 | 8  | 6  | +2 | 7  | Чвертьфінали          |
| 7   | Чилі      | 5 | 1 | 2 | 2 | 3  | 5  | −2 | 5  | Чвертьфінали          |
| 8   | Еквадор   | 5 | 0 | 3 | 2 | 5  | 9  | −4 | 3  | Чвертьфінали          |
|     |           |   |   |   |   |    |    |    |    |                       |
| 9   | Венесуела | 4 | 0 | 2 | 2 | 2  | 6  | −4 | 2  | Груповий турнір       |
| 10  | Болівія   | 4 | 0 | 0 | 4 | 2  | 10 | −8 | 0  | Груповий турнір       |

### Нагороди
Після завершення турніру були вручені наступні нагороди.
- Золотий м'яч:  Ліонель Мессі
- Золота бутса:  Ліонель Мессі та  Луїс Діас (по 4 голи)
- Золота рукавичка:  Даміан Мартінес
- Нагорода чесної гри:  Бразилія